# 鬼一口

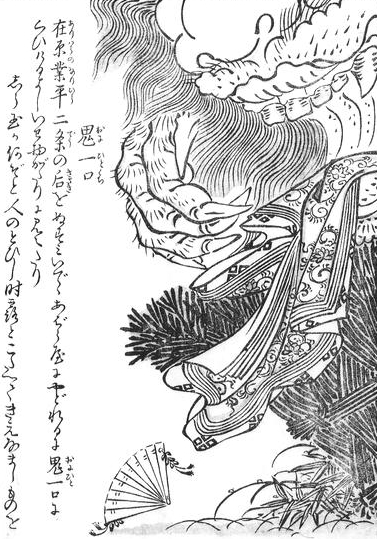
鳥山石燕『今昔百鬼拾遺』より「鬼一口」

鬼一口（おにひとくち）とは、日本の説話において、鬼が一口にして人間を食い殺すことをいう。

## 概要
代表的な話として挙げられているものに、平安時代初期の歌物語『伊勢物語』第6段の「芥川の段」がある。ある男が何年も女のもとへ通い続けていたが、身分の違いからなかなか結ばれることができなかった。あるとき、男はついにその女を盗み出したが、逃走の途中で夜が更けた上に雷雨に見舞われたために、戸締りのない蔵を見つけて女を中へ入れ、自分は弓矢を手にして蔵の前で番をして、夜明けを待った。やがて夜が明けて蔵の中を覗き見ると、女の姿はどこにもなかった。女はその蔵の中に住んでいた鬼に一口で食い殺され、死に際に上げた悲鳴も雷鳴にかき消されてしまったのである。
鳥山石燕は妖怪画集『今昔百鬼拾遺』に『鬼一口』と題してこの話を描いており、解説文では男は在原業平、女は藤原高子としているが、実際には『伊勢物語』には男女の名は明記されておらず、これを在原業平らの物語と見なすのは俗解とされている。
ほかにも平安初期の説話集『日本霊異記』には、男女が一夜の契りを結ぶが、実はその男が鬼で女を食べてしまう話、平安末期の説話集『今昔物語集』には夜道を歩いていた女たちの1人を男が突然連れ去り、その男が実は鬼で、女を一口で食べてしまうという話がある。
このように「鬼一口」の話が多いのは、戦乱、災害、飢饉などによって人が命を落としたり消息を絶ったりしたことを、異界から現世に鬼が現れて人間を奪い去って行くものと解釈したとの説がある。

## 備考
- 人食い鬼の伝承で最古のものは、『出雲国風土記』に登場する阿用郷の鬼であるが、これは郷名由来譚であり、鬼に食べられるのも女ではなく、男である。